# Emilio Alfieri
Emilio Alfieri (Milano, 13 dicembre 1874 – Milano, 10 maggio 1949) è stato un ginecologo italiano.
Professore universitario dal 1909, insegnò a Cagliari, Perugia, Pavia e Milano e fu direttore dell'Istituto Vittorio Emanuele III.
Apportò immense innovazioni nella ginecologia e si interessò dell'assistenza sociale alle giovani madri.